# Marmosa de Creighton
La marmosa de Creighton (Marmosops creightoni) és una espècie d'opòssum coneguda únicament de la vall del riu Zongo al departament de la Paz (Bolívia), on viu en selves nebuloses andines, a altituds d'entre 1.300 i 3.000 metres.